# Mountain Lake House
Vous pouvez aider à l'améliorer ou bien discuter des problèmes sur sa page de discussion.
- Il ne cite pas suffisamment ses sources. Vous pouvez indiquer les passages à sourcer avec {{référence nécessaire}} ou {{Référence souhaitée}}, et inclure les références utiles en les liant aux notes de bas de page. (Marqué depuis février 2023)
- Son texte doit être wikifié : il ne correspond pas à la mise en forme Wikipédia (style, typographie, liens internes, liens entre les wikis, etc.). (Marqué depuis février 2023)
- Il n’est pas rédigé dans un style encyclopédique. (Marqué depuis février 2023)

- Archive Wikiwix
- Bing
- Cairn
- DuckDuckGo
- E. Universalis
- Gallica
- Google
- G. Books
- G. News
- G. Scholar
- Persée
- Qwant
- (zh) Baidu
- (ru) Yandex
- (wd) trouver des œuvres sur Wikidata

 (février 2023).
Mountain Lake House (MLH) est un ancien centre de villégiature de l'Est des États-Unis situé dans le canton de Smithfield, dans le comté de Monroe, en Pennsylvanie, à l'endroit où la route américaine 209 et la  route de Pennsylvanie 402 (en) se rencontrent à Marshalls Creek (en). Le site est situé à environ 8,0 km au nord-est de Stroudsburg.
La station est maintenant fermée.
Selon une étude d'impact environnemental de 1999 qui évaluait l'impact d'une route proposée, Mountain Lake House était alors "d'environ 80,8 acres (32,7 ha) domaine avec environ 18 dépendances, dont une cabane de musicien, une salle de loisirs, une maison d'amis, un atelier ", et plus encore.

## Histoire
L'histoire de Mountain Lake House remonte à 1902, lorsque Harvey Huffman a acheté une parcelle de terre de 113 acres juste à l'extérieur du village de Marshalls Creek. Sur la propriété se trouvaient une ou deux fermes sur le côté nord de Pond Creek (qui deviendrait plus tard Marshall Lake). La maison principale était décrite en 1915 comme une pension de famille de 12 pièces. Harvey était le fils de E.D. Huffman, qui dirigeait plusieurs entreprises à Marshalls Creek, dont un hôtel et un magasin général. Harvey était un avocat qui deviendrait plus tard un éminent sénateur de l'État de Pennsylvanie. Deux autres frères, Jay et Norman, ont joué un rôle important dans MLH. En 1902, Norman dirigeait une scierie à Marshalls Creek, et Jay exploitait une écurie de chevaux et de voitures. A cette époque, la récolte de la glace était assez lucrative dans les Poconos, Harvey, Jay et Norman ont donc prévu de construire un barrage à Pond Creek pour récolter la glace. Entre 1904 et 1906, un barrage a finalement été construit sur les terres de Norman Huffman, qui a refoulé l'eau sur les terres de Harvey Huffman. Leur opération de récolte de glace se poursuivra jusque dans les années 1920.
En 1906, la propriété de 34 acres de la parcelle originale de 113 acres de Harvey Huffman est passée aux mains de son frère, Jay Huffman. Cette parcelle était située sur la rive nord du lac et constituait le cœur de la Mountain Lake House. Tous les principaux bâtiments, à l'exception de la colonie de chalets et du motel Lakeside, seraient situés sur ces 34 acres. C'est à cette époque que Jay et sa femme, Edith, ont fondé le Lake Marshall Hotel comme pension de famille pour les touristes en été et pour soutenir l'effort de récolte de la glace en hiver. En hiver, il était courant pour les fermiers de vivre dans des pensions de famille près des opérations de récolte de la glace puisqu'il y avait très peu de travail agricole à faire. Au départ, la pension a pu être gérée par différents propriétaires, dont George Transue en 1911 et Farley Pipher qui a dirigé l'entreprise de 1914 à 1918. À un moment donné entre 1910 et 1911, le nom de l'hôtel Lake Marshall a été changé en Mountain Lake House. Les premiers touristes de la région venaient faire du vélo ou de la moto le long de la Milford Road (aujourd'hui route 209). Il y avait également de nombreuses autres attractions de loisir, comme " prendre les eaux curatives ", nager, faire du bateau, pêcher et chasser.
En 1918, Jay Huffman prit lui-même en charge la gestion de Mountain Lake House et ajouta une annexe majeure sur le côté est de la pension originale. Avec l'aide de sa femme, Edith, et de ses huit enfants, Mountain Lake House est devenu l'un des premiers centres de villégiature à service complet des Poconos. Miriam, la fille de Jay, a écrit une carte postale à ses amis en 1920, parlant avec émotion de la gestion de la MLH. Entre 1918 et 1924, de nombreux bâtiments ont été ajoutés au complexe, notamment des écuries, des services de location de voitures et d'attelages, une salle de danse, des courts de tennis et des chambres supplémentaires. Nous pensons que les célèbres lettres "Mountain Lake House" ont été ajoutées sur la pelouse avant à la fin des années 1920. Peu après, au début des années 1930, "Marshalls Creek, Pa" a été ajouté sous les lettres Mountain Lake House.
La piscine a été ajoutée en 1937. Avant l'ajout de la piscine, les clients se baignaient dans le lac Marshall. Il y avait même une plate-forme de natation dans le lac. Dès le début de l'existence du lac, le canotage était extrêmement populaire. Même les clients des hôtels voisins venaient utiliser les barques sur le lac. Une passerelle en bois, avec une section surélevée pour permettre aux bateaux de passer dessous, traversait le lac depuis au moins 1908 jusqu'au début des années 1950. La passerelle suivait le tracé d'un ancien chemin qui traversait le ruisseau Pond, menant de la route Milford (route 209) au Mountain Lake House avant la construction du barrage.
La construction de la zone connue sous le nom de Cottage Colony a commencé en 1925. Situé près de la route 402, en face de Mountain Lake House, il se composait de huit bungalows et les familles y séjournaient généralement pendant tout l'été. Les cottages étaient construits un par un, selon les besoins, et chacun portait le nom d'un des enfants de Jay. Bien que la colonie n'offrait aucune des commodités de Mountain Lake House, ses résidents profitaient de l'utilisation des installations que Mountain Lake House offrait. En 1981, la Cottage Colony a été vendue à une station voisine, Mountain Manor. Bien que Mountain Manor et la Cottage Colony existent toujours au moment où nous écrivons ces lignes, aucune n'est en activité.
En 1940, Jay Huffman est décédé et la propriété de MLH est passée à sa femme, Edith. Elwood, le fils de Jay, a pris en charge la gestion de Mountain Lake House à cette époque. Homme de grande taille, on pouvait toujours voir Elwood surveiller la propriété avec son chien, "Cappy". Elwood a continué à gérer la station jusqu'en 1961. Vers 1943, Edith a ajouté la propriété connue sous le nom de "The Marshalls Falls House" à l'entreprise familiale de villégiature en pleine expansion. Ils ont changé le nom du bâtiment, qui se trouvait à la jonction de la Business Route 209 et de la Route 402, en "The Village Inn" et l'ont transformé en un exemple brillant d'hébergement de luxe à la campagne. Doté d'une boutique de souvenirs et d'une salle de billard décorée, le Village Inn pouvait accueillir 140 personnes et était géré par Norman Huffman (le fils de Jay) jusqu'à ce qu'il soit remplacé par un centre commercial en février 1980.
En 1961, Norman Huffman, le fils de Jay et le frère d'Elwood, a ajouté la gestion de Mountain Lake House à son emploi du temps déjà chargé. Au cours des années 1960, le Lake Side Motel a été ajouté. Norman a continué à gérer la propriété jusqu'à ce que son frère, Carlyle, achète les biens de Mountain Lake House au reste de la famille et installe son fils, Bob, comme gérant en 1971.
En 1982, Carlyle Huffman a vendu Mountain Lake House à la famille Farda. À cette époque, ils ont changé le nom de la propriété en "Mountain Lake Resort", mais les célèbres lettres sont restées les mêmes. Dans les années 1980, les Farda ont construit une piscine intérieure supplémentaire sur le côté ouest du bâtiment principal d'origine. Ils ont également ajouté un petit parcours de mini-golf et une aire de jeux.
Le Mountain Lake House a officiellement fermé ses portes pour la dernière fois en septembre 2000. Le complexe est resté inactif jusqu'à ce qu'il soit vendu à Richard Blewitt en 2004. Le rêve de M. Blewitt de rouvrir la station (qui s'appellerait Rich's Promise) pour en faire un refuge pour les familles des militaires en service actif ne s'est jamais réalisé.
En 2004, des vandales ont incendié le Rec Hall et en 2006, le Marshalls Creek Volunteer Fire Department a démoli les structures à ossature en bois restantes dans un incendie contrôlé.
En 2017, les seules structures restantes sur la propriété étaient une piscine, une grange, des courts de tennis et le Lakeside Motel. La végétation prend rapidement le dessus sur le site et cache le peu qui reste. Les allées asphaltées et les parkings sont les seules zones résistant à la croissance de la végétation, sinon, le site est largement méconnaissable et inaccessible.

## Activités historiques
La station était un arrêt de la ligne de trolley de Mountain View.
Le leader du Big Band Harry James "faisait partie des nombreuses célébrités qui ont visité Mountain Lake House".
Le Mountain Lake House disposait de courts de tennis, d'un terrain de volley-ball, d'un jeu de palets, d'une salle d'arcade, d'un terrain de bocci, d'un terrain de basket-ball, d'un terrain de softball, d'un terrain de golf, d'un terrain de putt-putt, d'un bateau, d'une piscine, d'un dancing et d'une salle de cinéma. À la fin des années 1980, une piscine intérieure et un sauna/bain chaud ont été ajoutés.[réf. nécessaire]

## Préservation
Le Mountain Lake House Resort pouvait prétendre à la protection du Bureau pour la préservation historique de la Commission des musées historiques de Pennsylvanie.